# Gwilym Lee
Gwilym Lee, född 24 november 1983 i Bristol, är en brittisk skådespelare.
Lee har bland annat medverkat i TV-serierna Morden i Midsomer (2013–2016) och The Great (2020–2021). Han har även medverkat i filmen Bohemian Rhapsody från 2018 där han spelar Queens gitarrist Brian May.

## Filmografi (i urval)
- 2011 – Land girls (TV-serie)
- 2013–2016 – Morden i Midsomer (TV-serie)
- 2018 – Bohemian Rhapsody
- 2020–2021 – The Great (TV-serie)
- 2024 – Here